# أتاكان كارازور
أتاكان كارازور (مواليد 13 أكتوبر 1996) هو لاعب كرة قدم محترف يلعب كلاعب خط وسط دفاعي وكابتن نادي الدوري الألماني نادي شتوتغارت. وُلد في ألمانيا، واختار اللعب مع منتخب تركيا، بدأ مسيرته الكروية مع نادي بوروسيا دورتموند الثاني في الدوري الإقليمي الغربي، قبل أن يلعب مع نادي هولشتاين كيل لموسمين في الدوري الألماني الدرجة الثانية. في عام 2019، انضم إلى شتوتغارت، حيث فاز مع الفريق بصعود إلى الدوري الألماني في موسمه الأول.

## نشأته
ولد كارازور في ألمانيا، وهو من من أصل تركي. في إيسن، شمال الراين-وستفاليا، ولعب في صفوف ناشئي ناديي شوارز-فايس إيسن المحلي ونادي في إف إل بوخوم.

## مسيرته الكروية
انضم كارازور إلى بوروسيا دورتموند عام 2015، حيث ظهر لأول مرة مع الفريق الأول في دوري المنطقة الغربية، حيث شارك في 59 مباراة على مدار موسمين، وسجل هدفًا في 4 أكتوبر 2015 في مباراة انتهت بفوز الفريق 2-0 على نادي كولن الثاني.

### هولشتاين كيل
في يونيو 2017، غادر كارازور موطنه الأصلي ووقع عقدًا مع نادي هولشتاين كيل في دوري الدرجة الثانية الألماني بعقد لمدة ثلاث سنوات. أصيب في أربطة الكاحل خلال فترة ما قبل الموسم، وتعافى لينضم إلى الفريق في نوفمبر، قبل أن يخوض أول مباراة احترافية له في 23 يناير، حيث بدأ أساسيًا في مباراة انتهت بالتعادل 2-2 على أرضه مع نادي يونيون برلين. سجل أول أهدافه الاحترافية في موسم 2018-2019، معادلاً النتيجة في مباراة تعادل بنفس النتيجة ضد غرويتر فورت في ملعب هولشتاين في 17 فبراير، وفي مباراة تعادل 1-1 خارج أرضه أمام نادي إنجولشتات 04 في 14 أبريل.

### نادي شتوتغارت
في مايو 2019، أُعلن عن انتقال كارازور إلى نادي شتوتغارت بعقد حتى عام 2023. وقُدِّرت قيمة الانتقال المدفوعة إلى كيل بحوالي مليون يورو، لعب 23 مباراة في موسمه الأول حيث صعد الفريق إلى الدوري الألماني كوصيف، وسجل هدفين في 21 يونيو 2020 في فوز 6-0 على نادي نورمبرغ. ظهر كارازور لأول مرة في الدوري الممتاز في 3 أكتوبر 2020 في مباراة انتهت بالتعادل 1-1 على أرضه أمام باير ليفركوزن، حيث دخل بديلاً عن دانيال ديدافي. في 24 أكتوبر من العام التالي، طُرد لأول مرة في مسيرته في مباراة بنفس النتيجة ضد يونيون برلين في ملعب مرسيدس بنز أرينا لحصوله على بطاقتين صفراوين في غضون 35 ثانية.
في 19 مايو 2022، مدد كارازور عقده مع نادي شتوتغارت حتى يونيو 2026. عاد إلى التدريب واللعب بعد اعتقاله وإخلاء سبيله بكفالة في إسبانيا خلال الصيف؛ وقد أيد المدير الرياضي سفين ميسلينتات قرار إشراكه في المباراة مستشهدًا بافتراض البراءة. في 12 يونيو 2024، مدد كارازور ونادي شتوتغارت عقده مع النادي حتى يونيو 2028. في صيف 2024، أصبح القائد الجديد لنادي شتوتغارت.

## حياته الشخصية
في 11 يونيو 2022، أكد نادي شتوتغارت عبر موقعه الإلكتروني اعتقال كارازور أثناء عطلته في إيبيزا بتهمة الاعتداء الجنسي على فتاة تبلغ من العمر 18 عامًا. تم وضعه قيد الحبس الاحتياطي بينما تستمر التحقيقات؛ يسمح القانون الإسباني بالحبس الاحتياطي لمدة أقصاها عامين. بتاريخ 21 في يوليو، أُطلق سراحه بعد دفع كفالة قدرها 50 ألف يورو وسُمح له بمغادرة إسبانيا، وذلك بفضل تعاون سلطات إنفاذ القانون الألمانية مع إسبانيا ومسيرته المهنية التي تُمثل خطرًا منخفضًا بالهروب إلى دولة ثالثة.

## الإنجازات
في إف بي شتوتغارت
- كأس ألمانيا: 2024–25